# Centrale thermique de Kachira
La centrale thermique de Kachira est une centrale thermique située à Kachira, dans l'oblast de Moscou, en Russie.
Sa construction débute en 1919. Parallèlement, sur le territoire d'ancien village de Ternovo, dans le but de loger les ouvriers et futur personnel de la centrale, on bâtit la commune urbaine de Novokachirsk qui à partir de 1963 est incorporée à Kachira. La mise en service, en 1922, est effectuée selon le premier plan de redressement économique GOELRO, sous contrôle personnel de Lénine. Sous le régime soviétique, l'entreprise reçoit l'ordre de Lénine et l'ordre du Drapeau rouge du Travail.
En 1966, la cheminée de la centrale devient brièvement la plus haute cheminée du monde. Ses 250 m, dépassent nettement la cheminée de la centrale thermique de Schilling (de) qui mesure 220 m. Mais en 1967, la cheminée de la fonderie de l'Asarco, qui atteint 252,5 m, repousse le record de quelques mètres. 
Depuis 2012, la centrale appartient au groupe Inter RAO.